# 5.º distrito congresional de Georgia
El 5.º distrito congresional es un distrito congresional que elige a un Representante para la Cámara de Representantes de los Estados Unidos por el estado de Georgia.  Según la Oficina del Censo, en 2011 el distrito tenía una población de 627 244 habitantes. Actualmente el distrito está representado por el Demócrata John Lewis.

## Geografía
El 5.º distrito congresional se encuentra ubicado en las coordenadas 33°42′25″N 84°24′4″O / 33.70694, -84.40111.

## Demografía
Según la Oficina del Censo de los Estados Unidos, en 2011 había 627 244 personas residiendo en el 5.º distrito congresional. De los 627 244 habitantes, el distrito estaba compuesto por 265 202 (42.3%) blancos; de esos, 257 864 (41.1%) eran blancos no latinos o hispanos. Además 314 757 (50.2%) eran afroamericanos o negros, 1 153 (0.2%) eran nativos de Alaska o amerindios, 22 897 (3.7%) eran asiáticos, 119 (0%) eran nativos de Hawái o isleños del Pacífico, 20 759 (3.3%) eran de otras razas y 9 695 (1.5%) pertenecían a dos o más razas. Del total de la población 50 315 (8%) eran hispanos o latinos de cualquier raza; 35 421 (5.6%) eran de ascendencia mexicana, 3 086 (0.5%) puertorriqueña y 1 705 (0.3%) cubana. Además del inglés, 2 163 (7.6%) personas mayor a cinco años de edad hablaban español perfectamente.
El número total de hogares en el distrito era de 262 650, y el 46.9% eran familias en la cual el 21.2 tenían menores de 18 años de edad viviendo con ellos. De todas las familias viviendo en el distrito, solamente el 27.1% eran matrimonios. Del total de hogares en el distrito, el 4.3 eran parejas que no estaban casadas, mientras que el 1.6% eran parejas del mismo sexo. El promedio de personas por hogar era de 2.25. 
En 2011 los ingresos medios por hogar en el distrito congresional eran de US$45 495, y los ingresos medios por familia eran de US$103 915. Los hogares que no formaban una familia tenían unos ingresos de US$140 383. El salario promedio de tiempo completo para los hombres era de US$52 314 frente a los US$41 644 para las mujeres. La renta per cápita para el distrito era de US$33 433. Alrededor del 18.3% de la población estaban por debajo del umbral de pobreza.